# Stilfigur
Stilfigurer, retoriska figurer eller särskilt i modern stilistik[källa behövs] stilmedel är språkliga redskap för att skapa stilistiska effekter. Stilfigurer används såväl i dagligt tal som i snart sagt alla former av skriven text.
Språkfigurernas teori formulerades inom den klassiska retoriken, som delade in stilfigurerna i troper och figurer eller ornament. Figurerna delades sedan in i tankens figurer och talets figurer. Denna indelning av stilfigurerna har idag övergivits, och alla stilfigurerna kallas enbart så.

## Typer av stilfigurer
- Allitteration – ”tryckstarka ord som står nära varandra och börjar på vokaler eller samma konsonant, bokstavsrim”[2]
  - Exempel: ur askan i elden, hus och hem, lika barn leka bäst, sitter på en sten i en skog vid en sjö.
- Anafor – En upprepning av ett ord i inledningen av sats eller mening, vanligast är tre upprepningar. Anafor ingår ofta i stegring (klimax).
- Antiklimax – Att efter stora förväntningar ge en kraftlös upplösning. Komisk effekt kan vara en avsikt med att använda antiklimax.
  - Exempel: Han stod nu vid den spöklika stugan, djupt inne i den mörka och fuktiga skogen. Vad för hemskt monster skulle han finna där inne? Han öppnade sakta dörren, och fick plötsligt syn på... en gullig kanin.
- Antites – absolut motsats inom samma område.
- Assonans – en typ av oäkta rim.
- Besjälning – konkreta saker får mänskliga drag.
  - Exempel: Väggarna andades och TV-apparaten stirrade tillbaka.
- Hyperbol – en medveten överdrift för att föra fram en poäng.
  - Exempel: Jag har sagt till dig tusen gånger!
- Ironi – att uttrycka motsatsen till den egentliga avsikten.
- Isokolon – en mening som är uppbyggd av två eller flera delar som är uppbyggda av samma struktur, längd och rytm. Isokolon kan förekomma i olika former, beroende på hur många delar meningen består av. Beroende på om meningen består av två, tre eller fyra delar kallas den för bikolon, trikolon eller tetrakolon.
  - Exempel: I fred begraver söner sina fäder, i krig begraver fäder sina söner.
- Ordpar – två sammansatta ord som kan anses bilda ett eget uttryck.
  - Exempel: Ordning och reda. Vått och torrt.
- Oxymoron – en omöjlig kombination med syfte att framkalla en djupare mening.
  - Exempel: Fulsnygg.
- Parodi – förlöjligande imitation.
- Stegring – även klimax – innebär en ökning av sammanhörande led.
  - Exempel: Vid slutet av stigen fanns ett torn, och högst upp i tornet fanns en kikare, och i denna kikare kunde man se över hela staden.
- Parallellism – upprepning med andra ord för att betona något.
  - Exempel: Kul att du kunde komma - det var kul att ha dig här.